# Long Hanborough
Long Hanborough – wieś w Anglii, w hrabstwie Oxfordshire, w dystrykcie West Oxfordshire. Leży 13 km na północny zachód od Oksfordu i 95 km na zachód od Londynu. W 2001 miejscowość liczyła 2617 mieszkańców.